# Psammotropha
Psammotropha es género de plantas de flores con 16 especies que pertenece a la familia Molluginaceae.

## Especies seleccionadas
- Psammotropha alternifolia
- Psammotropha androsacea
- Psammotropha anguina
- Psammotropha breviscapa
- Psammotropha diffusa
- Psammotropha frigida
- Psammotropha marginata
- Psammotropha mucronata
- Psammotropha myriantha
- Psammotropha obovata
- Psammotropha obtusa
- Psammotropha parvifolia
- Psammotropha quadrangularis
- Psammotropha rigida
- Psammotropha spicata
- Psammotropha stipulacea

- Datos: Q10355081
- Multimedia: Psammotropha / Q10355081
- Especies: Psammotropha